# Machaerina lamii
Machaerina lamii là loài thực vật có hoa trong họ Cói. Loài này được (Kük.) J.Kern mô tả khoa học đầu tiên năm 1959.